# 駐屯地司令
駐屯地司令（ちゅうとんちしれい）は、陸上自衛隊の駐屯地に置かれる役職である。分屯地に置かれるものは分屯地司令（ぶんとんちしれい）と呼ばれる。また、航空自衛隊の基地・分屯基地においては基地司令・分屯基地司令（きちしれい・ぶんとんきちしれい）と呼称する。なお、海上自衛隊にはこれらに相当する役職は置かれていない。（類似の職名に「基地隊司令」や「基地業務隊司令」などがあるが、これらは当該部隊の部隊指揮官であり、駐屯地司令・基地司令とは異なる）。すべての駐屯地司令・基地司令は部隊長との兼任であり、専任の司令は存在しない。
以下、本項において陸上自衛隊の駐屯地司令・分屯地司令について扱うが、航空自衛隊の基地司令についてもほぼ同様の任務を有するため、本項でとりまとめて扱う。

## 任務
駐屯地司令の任務は、「自衛隊法施行令」（ 昭和29年6月30日政令第179号）第51条によって定められており、「防衛大臣の定めるところにより、駐屯地の警備及び管理、駐屯地における隊員の規律の統一その他大臣の定める職務を行う。」ものとされている。航空自衛隊基地司令の任務については#外部リンクの「基地司令及び基地業務に関する訓令」を参照のこと。

## 権限
駐屯部隊へ要望事項等を掲げる他、駐屯地司令として駐屯地の規則等を取り決める事ができる。また規則を取り決める際は駐屯地幕僚会同を開き幕僚の意見を踏まえて改正している。他には日課時限の変更も駐屯地司令の裁量で変更が可能であるが、ただしこれには方面総監の許可が必要である。

## 司令等に充てられる自衛官
原則として、駐屯地司令は当該駐屯地に所在する部隊等（当該駐屯地に臨時に駐屯するものを除く。）の長のうち「自衛官の順位に関する訓令」（昭和35年防衛庁訓令第12号)第3条の規定により最上位にある自衛官をもって充てるとされている。ただし、上級司令部の所在地では、原則を厳格に適用すると駐屯地司令が非常に高位で繁忙な指揮官たる将官クラスが担当することになってしまうため、以下の例外がある。
1. 市ヶ谷駐屯地：中央業務支援隊長
2. 方面総監部の所在する駐屯地：方面総監部幕僚長[注 1]
3. 師団・旅団司令部の所在する駐屯地：副師団（旅団）長

駐屯地司令職を兼務する部隊・機関（学校・病院・補給処等）の長は陸将から2等陸佐までの階級を持つ自衛官である（指揮権の関係・基幹部隊が中隊の場合を含む）が、かつては高知駐屯地のように着任時3等陸佐職が充てられる場合もあった。また、中央即応集団司令部が座間駐屯地に設置されていた間は、同司令部幕僚長が駐屯地司令に指定との規定もあった。

## 特記事項
- 原則論は自衛官の順位に関する訓令[3]の上位者と定めているものの、実情は方面総監部・師団（旅団）司令部所在駐屯地を除けば全て駐屯地の基幹部隊の長または同類の部隊が複数所在する場合は駐屯地司令職務指定部隊の長に着任した自衛官が兼務しており、必ずしも駐屯地に所在する部隊長の名簿上における最先任者が兼務するわけではなく、駐屯部隊長の中で名簿による序列では下級者の部隊長が司令職を兼務する場合も存在する[注 4][注 5]。
- 建前上駐屯地の基幹部隊・司令職務担任部隊の長が司令職を兼務するため、例え連隊・群等複数の1佐職の部隊が所在する場合は序列や階級が所在部隊長の間で下級の位置にあっても駐屯地司令職の辞令が出される。常に所在部隊長の最先任者が司令職を兼務するように厳格に運用してしまうと、それぞれ部隊長が定期異動等による交代の度に序列上最先任者の部隊長に司令職兼務の辞令を出さなければならないことから、部内外への無用な混乱の回避と事務手続きの関係上、基本的に駐屯地の歴史や部隊の特性を考慮し予め司令職を兼務する部隊は駐屯地司令職務担任部隊として予め指定されている。
- 連隊（師団隷下）と群・隊等（幕・方面直轄）の2つが同じ駐屯地に駐屯する場合、直轄部隊と師団隷下部隊である連隊のうち上位は陸幕・陸上総隊・方面直轄部隊である部隊であるが、師団隷下部隊長である連隊長が駐屯地司令職を兼ねる駐屯地もある[注 6]。さらに海外に派遣する可能性が高い部隊の長を司令職にすると、派遣時に「駐屯地司令職務代行」を別途その都度指定しなければならない事情を考慮し指定する例もある（宇都宮駐屯地など）。
- 駐屯部隊が1個中隊程度の規模の場合、駐屯地司令を兼務した中隊長の階級は2等陸佐という状況も発生する（3等陸佐職たる中隊長（部隊指揮官）と駐屯地司令業務を兼任するための処置であり、原則として司令職は部隊規模が中隊規模であっても2等陸佐以上が指定される[注 3]。
- 駐屯地業務隊長が駐屯地司令職を兼務することは、防衛庁（現・防衛省）の所在していた檜町駐屯地および市ヶ谷駐屯地の中央業務支援隊の二例のみである[注 7]。
- 師団以上の司令部がある駐屯地では、駐屯地司令を兼務する陸将補よりも上位の陸将補が在籍する場合もある（東千歳駐屯地など）が、規則に基づき序列上は上級者である方面直轄部隊長である将補よりも副師団長（将補（二）ないし1佐（一））が駐屯地司令を兼ねる場合がある。ただし、航空自衛隊は自衛官の順位に関する訓令に基づき基地司令が充てられているわけではなく、基地業務担当部隊長が基地司令を兼務することになっている[4]（例：府中基地には空将である航空支援集団司令官が勤務するが、1等空佐が指揮官である航空気象群が基地業務を担当しているため、同司令が基地司令に充てられている。）。
- 駐屯地司令を兼務する部隊長に事故が発生（海外派遣部隊長を命ぜられた場合含む）の場合、駐屯地司令職を受け持つ部隊と同規模の部隊若しくはそれに準ずる部隊が駐屯している場合は当該部隊長が駐屯地司令職代行の辞令が発令される[注 8][注 9]。
- 駐屯地司令職務担任部隊の長である2等陸佐の指揮官は原則として移動等に使用される公用車は業務車3号を使用し、乗車している自衛官が1等陸佐相当級であることを示すために乗車時には1佐待遇の車両標識[注 10]を提示する[注 11]。
- 駐屯地本部隊舎に専用の個室が設けられており、部隊長職兼務であるために司令職務の支援は当該部隊に司令職務室の設置および駐屯地の総合窓口たる運営を当該部隊の総務または1科といった部署がその業務を担っている。
- 女性初の駐屯地司令は、2019年（令和元年）8月1日付で第9特科連隊長兼岩手駐屯地司令に補職された横田紀子1等陸佐[5]、次は2022年（令和4年）12月1日付で第8高射特科群長兼青野原駐屯地司令に補職された栗田千寿1等陸佐[6]。

## 駐屯地司令等の一覧
※　駐屯地名：駐屯地司令を兼ねる部隊長名（階級）

### 北部方面隊管内
- 名寄駐屯地：第3即応機動連隊長（1等陸佐（二））
  - 稚内分屯地：第301沿岸監視隊長（2等陸佐）
  - 礼文分屯地：第301沿岸監視隊派遣隊長（3等陸佐）
- 留萌駐屯地：第26普通科連隊長（1等陸佐（二））
- 遠軽駐屯地：第25普通科連隊長（1等陸佐（二））
- 旭川駐屯地：第2師団副師団長（陸将補（二））
  - 沼田分屯地：沼田弾薬支処長（2等陸佐）
  - 近文台分屯地：近文台弾薬支処長（2等陸佐）
- 上富良野駐屯地：第2戦車連隊長（1等陸佐（二））
  - 多田分屯地：多田弾薬支処長（2等陸佐）
- 美幌駐屯地：第6即応機動連隊長（1等陸佐（三））
- 別海駐屯地：第5偵察隊長（2等陸佐）
- 釧路駐屯地：第27普通科連隊長（1等陸佐（三））
  - 標津分屯地：第302沿岸監視隊長（2等陸佐）
- 帯広駐屯地：第5旅団副旅団長（1等陸佐（一））
  - 足寄分屯地：足寄弾薬支処長（2等陸佐）
- 鹿追駐屯地：第5戦車隊長（2等陸佐）
- 北千歳駐屯地：第1特科団長（陸将補（二））
- 東千歳駐屯地：第7師団副師団長（陸将補（二））
- 北恵庭駐屯地：第72戦車連隊長（1等陸佐（二））
- 南恵庭駐屯地：第3施設団長（陸将補（二））
- 島松駐屯地：北海道補給処長（陸将補（二））
  - 日高分屯地：日高弾薬支処長（2等陸佐）
  - 苗穂分屯地：苗穂支処長（1等陸佐）
- 安平駐屯地：安平弾薬支処長（2等陸佐）
  - 早来分屯地：早来燃料支処長（2等陸佐）
- 白老駐屯地：白老弾薬支処長（2等陸佐）
- 幌別駐屯地：第13施設群長（1等陸佐（二））
- 静内駐屯地：第7高射特科連隊長（1等陸佐（二））
- 岩見沢駐屯地：第12施設群長（1等陸佐（二））
- 札幌駐屯地：北部方面総監部幕僚長（陸将補（一））
- 丘珠駐屯地：北部方面航空隊長（1等陸佐（一））
- 滝川駐屯地：第10即応機動連隊長（1等陸佐（三））
- 美唄駐屯地：第2地対艦ミサイル連隊長（1等陸佐（二））
- 真駒内駐屯地：第11旅団副旅団長（1等陸佐（一））
- 倶知安駐屯地：北部方面対舟艇対戦車隊長（2等陸佐）
- 函館駐屯地：第28普通科連隊長（1等陸佐（三））

### 東北方面隊管内
- 霞目駐屯地：東北方面航空隊長（1等陸佐（一））
- 多賀城駐屯地：第22即応機動連隊長（1等陸佐（二））
- 大和駐屯地：第6偵察隊長（2等陸佐）
- 仙台駐屯地：東北方面総監部幕僚長（陸将補（一））
- 反町分屯地 ：陸上自衛隊東北補給処反町弾薬支処長（2等陸佐）
- 船岡駐屯地：第2施設団長（陸将補（二））
- 神町駐屯地：第6師団副師団長（陸将補（陸将補（二）））
- 福島駐屯地：第44普通科連隊長（1等陸佐（二））
- 郡山駐屯地：第6高射特科大隊長（2等陸佐）
- 青森駐屯地：第9師団副師団長（陸将補（陸将補（二）））
- 弘前駐屯地：第39普通科連隊長（1等陸佐（二））
- 八戸駐屯地：第4地対艦ミサイル連隊長（1等陸佐（二））
- 岩手駐屯地：東北方面特科連隊長（1等陸佐（二））
- 秋田駐屯地：第21普通科連隊長（1等陸佐（二））

### 東部方面隊管内
- 勝田駐屯地：陸上自衛隊施設学校長（陸将補（二））
- 土浦駐屯地：陸上自衛隊武器学校長（陸将補（二））
- 霞ヶ浦駐屯地：陸上自衛隊関東補給処長（陸将）
  - 朝日分屯地：陸上自衛隊関東補給処朝日燃料支処長（2等陸佐）
- 古河駐屯地：第1施設団長（陸将補（二））
- 大宮駐屯地：陸上自衛隊化学学校長（陸将補（二））
- 松戸駐屯地：陸上自衛隊需品学校長（陸将補（二））
- 習志野駐屯地：第1空挺団長（陸将補（二））
- 下志津駐屯地：陸上自衛隊高射学校長（陸将補（二））
- 木更津駐屯地：第1ヘリコプター団長（陸将補（二））
- 朝霞駐屯地：東部方面総監部幕僚長（陸将補（一））
- 練馬駐屯地：第1師団副師団長（陸将補（二））
- 十条駐屯地：陸上自衛隊補給統制本部長（陸将）
- 市ヶ谷駐屯地：陸上自衛隊中央業務支援隊長（陸将補（二））
- 三宿駐屯地：陸上自衛隊衛生学校長（陸将補（二））
- 目黒駐屯地：陸上自衛隊教育訓練研究本部長（陸将）
- 用賀駐屯地：陸上自衛隊関東補給処用賀支処長（1等陸佐）
- 小平駐屯地：陸上自衛隊小平学校長（陸将補（二））
- 東立川駐屯地：地理情報隊長（1等陸佐（二））
- 立川駐屯地：東部方面航空隊長（1等陸佐（一））
- 座間駐屯地：第4施設群長（1等陸佐（二））
- 横浜駐屯地：陸上自衛隊中央輸送隊長（1等陸佐（一））
- 久里浜駐屯地：システム通信・サイバー学校長（陸将補（二））
- 武山駐屯地：陸上自衛隊高等工科学校長（陸将補（二））
- 北富士駐屯地：東部方面特科連隊長（1等陸佐（二））
- 富士駐屯地：陸上自衛隊富士学校長（陸将）
- 滝ヶ原駐屯地：普通科教導連隊長（1等陸佐（二））
- 駒門駐屯地：機甲教導連隊長（1等陸佐（二））
- 板妻駐屯地：第34普通科連隊長（1等陸佐（二））
- 北宇都宮駐屯地：陸上自衛隊航空学校宇都宮校長（1等陸佐）
- 宇都宮駐屯地：東部方面特科連隊第2特科大隊長（2等陸佐）
- 相馬原駐屯地：第12旅団副旅団長（1等陸佐（一））
- 新町駐屯地：第12後方支援隊長（1等陸佐（三））
  - 吉井分屯地：吉井弾薬支処長（1等陸佐（三））
- 新発田駐屯地：第30普通科連隊長（1等陸佐（三））
- 高田駐屯地：第5施設群長（1等陸佐（二））
- 松本駐屯地：第13普通科連隊長（1等陸佐（三））

### 中部方面隊管内
- 今津駐屯地：第3偵察戦闘大隊長（2等陸佐）
- 大津駐屯地：中部方面混成団長（1等陸佐（一））
- 福知山駐屯地：第7普通科連隊長（1等陸佐（二））
- 桂駐屯地：中部方面後方支援隊長（1等陸佐（一））
- 宇治駐屯地：陸上自衛隊関西補給処長（陸将補（二））
  - 祝園分屯地：祝園弾薬支処長（3等陸佐）
- 大久保駐屯地：第4施設団長（陸将補（二））
- 八尾駐屯地：中部方面航空隊長（1等陸佐（一））
- 信太山駐屯地：第37普通科連隊長（1等陸佐（二））
- 川西駐屯地：自衛隊阪神病院長（陸将補（二））
- 伊丹駐屯地：中部方面総監部幕僚長（陸将補（一））
- 千僧駐屯地：第3師団副師団長（陸将補（二））
- 青野原駐屯地：第8高射特科群長（1等陸佐（二））
- 姫路駐屯地：中部方面特科連隊長（1等陸佐（二））
- 和歌山駐屯地：第304水際障害中隊長（2等陸佐）
- 富山駐屯地：第382施設中隊長（2等陸佐）
- 金沢駐屯地：第14普通科連隊長（1等陸佐（二））
- 鯖江駐屯地：第372施設中隊長（2等陸佐）
- 春日井駐屯地：第10後方支援連隊長（1等陸佐（二））
- 守山駐屯地：第10師団副師団長（陸将補（二））
  - 岐阜分屯地：第402施設中隊長（2等陸佐）
- 豊川駐屯地：第6施設群長（1等陸佐（二））
- 久居駐屯地：第33普通科連隊長（1等陸佐（二））
- 明野駐屯地：陸上自衛隊航空学校長（陸将補（二））
- 米子駐屯地：第8普通科連隊長（1等陸佐（三））
  - 美保分屯地：中部方面ヘリコプター隊第3飛行隊長（2等陸佐）
- 出雲駐屯地：第13偵察戦闘大隊長（2等陸佐）
- 日本原駐屯地：中部方面特科連隊第3特科大隊長（2等陸佐）
- 三軒屋駐屯地：陸上自衛隊関西補給処三軒屋弾薬支処長（2等陸佐）
- 海田市駐屯地：第13旅団副旅団長（1等陸佐（一））
- 山口駐屯地：第17普通科連隊長（1等陸佐（三））
  - 防府分屯地：第13飛行隊長（2等陸佐）
- 徳島駐屯地：第14施設隊長（2等陸佐）
  - 北徳島分屯地：第14飛行隊長（2等陸佐）
- 善通寺駐屯地：第14旅団副旅団長（1等陸佐（一））
- 松山駐屯地：中部方面特科連隊第4特科大隊長（2等陸佐）
- 高知駐屯地：第50普通科連隊長（1等陸佐（三））

### 西部方面隊管内
- 福岡駐屯地：第4師団副師団長（陸将補（二））
- 春日駐屯地：自衛隊福岡病院長（陸将補（一））
- 小倉駐屯地：第40普通科連隊長（1等陸佐（二））
  - 富野分屯地：陸上自衛隊九州補給処富野弾薬支処長（2等陸佐）
- 飯塚駐屯地：第2高射特科団長（陸将補（二））
- 小郡駐屯地：第5施設団長（陸将補（二））
- 久留米駐屯地：西部方面混成団長（1等陸佐（一））
- 目達原駐屯地：陸上自衛隊九州補給処長（陸将補（二））
  - 鳥栖分屯地：陸上自衛隊九州補給処鳥栖燃料支処長（2等陸佐）
- 佐賀駐屯地：輸送航空隊長（1等陸佐（二））
- 大村駐屯地：第16普通科連隊長（1等陸佐（二））
- 相浦駐屯地：水陸機動団長（陸将補（二））
  - 崎辺分屯地 ：戦闘上陸大隊長（2等陸佐）
- 竹松駐屯地：第3水陸機動連隊長（1等陸佐（三））
- 対馬駐屯地：対馬警備隊長（1等陸佐（二））
- 別府駐屯地：第41普通科連隊長（1等陸佐（二））
  - 大分分屯地：九州補給処大分弾薬支処長（2等陸佐）
- 湯布院駐屯地：第2特科団長（陸将補（二））
- 玖珠駐屯地：西部方面戦車隊長（1等陸佐（二））
- 熊本駐屯地：自衛隊熊本病院長（陸将補（二））
- 健軍駐屯地：西部方面総監部幕僚長（陸将補（一））
  - 高遊原分屯地：西部方面航空隊長（1等陸佐（一））
- 北熊本駐屯地：第8師団副師団長（陸将補（二））
- えびの駐屯地：第24普通科連隊長（1等陸佐（二））
- 都城駐屯地：第43普通科連隊長（1等陸佐（二））
- 川内駐屯地：第8施設大隊長（2等陸佐）
- 国分駐屯地：第12普通科連隊長（1等陸佐（二））
- 奄美駐屯地：奄美警備隊長（1等陸佐（二））
  - 瀬戸内分屯地：奄美警備隊普通科中隊長（3等陸佐）
- 那覇駐屯地：第15旅団副旅団長（1等陸佐（一））
  - 白川分屯地：第15高射特科連隊第3高射中隊長（3等陸佐）
  - 勝連分屯地：第7地対艦ミサイル連隊長（1等陸佐（二））
  - 知念分屯地：第15高射特科連隊第1高射中隊長（3等陸佐）
  - 八重瀬分屯地：第15高射特科連隊長（1等陸佐（三））
  - 南与座分屯地：第15高射特科連隊第4高射中隊長（3等陸佐）
- 南那覇駐屯地：自衛隊那覇病院長（1等陸佐（？））
- 宮古島駐屯地：宮古警備隊長（1等陸佐（三））
- 石垣駐屯地：八重山警備隊長（1等陸佐（三））
- 与那国駐屯地：西部方面情報隊与那国沿岸監視隊長（2等陸佐）